# Ksar Ouled Slimane
Ksar Ouled Slimane (en arabe : قصر أولاد سليمان) est un village fortifié dans la province de Figuig, région de l'Oriental à l'est du Maroc .